# Vemathambema
Vemathambema är ett släkte av kräftdjur. Vemathambema ingår i familjen Echinothambematidae.
Kladogram enligt Catalogue of Life:
| Vemathambema | \| \| Vemathambema argentinensis \| \| \| \| \| \| Vemathambema elongata \| \| \| \| |
|              | \| \| Vemathambema argentinensis \| \| \| \| \| \| Vemathambema elongata \| \| \| \| |
|              | Echinothambema                                                                       |
|              |                                                                                      |
|              | Vemathambema argentinensis                                                           |
|              |                                                                                      |
|              | Vemathambema elongata                                                                |
|              |                                                                                      |

|  | Vemathambema argentinensis |
|  |                            |
|  | Vemathambema elongata      |
|  |                            |